# Schutzklausel-Kodex
Der Schutzklausel-Kodex ist ein von der ICC (= International Chamber of Commerce; deutsch: Internationale Handelskammer) ausgearbeitetes Instrumentarium zur Novellierung bzw. Ergänzung von Art. XIX GATT (= General Agreement on Tariffs and Trade; deutsch: Allgemeines Zoll- und Handelsabkommen).

## Vertragliche Grundlagen
Ausgangspunkt des Schutzklausel-Kodex' ist Art. XIX GATT, der unter bestimmten Voraussetzungen Schutzmaßnahmen gegen einen temporären übermäßigen, z. B. subventionsbedingten, Einfuhrdruck von Seiten eines exportierenden Staates erlaubt. Durch die so genannte Escape Clause (deutsch: Schutzklausel) erhält die gefährdete einheimische Industrie eine Art Sicherheitsventil, das es ihr in Notsituationen ermöglichen soll, sich auf radikal veränderte Wettbewerbsbedingungen umzustellen. Allerdings wurde Art. XIX wegen der damit verbundenen harten Auflagen in vielen Fällen nicht angewendet. So kann z. B. das „erfolgreiche“ Exportland, dessen Lieferungen aufgrund Art. XIX vorübergehend beschränkt werden, eine Entschädigung verlangen. Außerdem verbietet die Meistbegünstigungsklausel des Art. I GATT eine selektive Anwendung des Art. XIX auf nur diejenigen (wenigen) Länder, welche tatsächlich die heimische Industrie des betreffenden Staates gefährden.

## Zielsetzung des Schutzklausel-Kodex'
Es geht hierbei im Wesentlichen um eine praxisnahe Interpretation von Art. XIX GATT und damit der durch diese Vorschrift normierten Schutzklausel (Escape Clause). Kernstück des Schutzklausel-Kodex' ist ein „Schutzklausel-Ausschuss“ (Safeguard Committee), der die Aufgabe hat, zunächst alle bestehenden Schutzmaßnahmen aufzunehmen und damit der Disziplin des GATT zu unterstellen. Hierbei beschränkt man sich nicht auf Schutzmaßnahmen innerhalb des GATT-Regelwerks. Vielmehr sollen auch Schutzmaßnahmen außerhalb der GATT-Regeln erfasst werden. Bei derartigen „externen“ Schutzmaßnahmen handelt es sich insbesondere um Maßnahmen in der so genannten „Grauzone“ des GATT, gekennzeichnet durch Arrangements zwischen den Regierungen der betroffenen Staaten, unter Umgehung der GATT-Regeln.
Konkret bedeutet dies alles, dass in jedem Einzelfall die Einhaltung der Grundregel von Art. XIX GATT überprüft werden muss.

## Wesentliche Bestimmungen
Die wesentlichen Bestimmungen des Schutzklausel-Kodex' sind: a) Nachweis einer unmittelbaren schweren Schädigung durch die Einfuhren des leistungsfähigeren Konkurrenten, b) zeitliche Befristung der Schutzmaßnahmen, die zugleich degressiver Natur sein müssen, und c) Beschränkung auf Ausnahmesituationen, in denen nur unter diesem besonderen Schutz eine Anpassung der „geschädigten Industrie“ an radikal veränderte Wettbewerbsbedingungen möglich erscheint.

## Verfahrensregeln
Hinsichtlich der zu beachtenden Regeln sieht der Schutzklausel-Kodex vor, dass ohne Genehmigung des Schutzklausel-Ausschusses (Safeguard Committee) eine Maßnahme nach Art. XIX GATT nicht mehr zulässig sein soll. Das bedeutet, dass auch die in der Vergangenheit üblichen einvernehmlichen „Grauzonen-Maßnahmen“ dann einer Genehmigung des Ausschusses bedürfen.
Jeder Signatarstaat des GATT soll das Recht haben, den Ausschuss anzurufen, wenn er seine Interessen durch eine Schutzmaßnahme verletzt glaubt, und zwar ohne dass er selbst Partei der betreffenden vom Ausschuss genehmigten Maßnahme zu sein braucht. Eine praxisnahe Gestaltung des Kodex' soll ferner durch einzuhaltende knappe Fristen sowie die Möglichkeit erreicht werden, genehmigte Maßnahmen rasch überprüfen zu lassen.